# Universidade Católica Dom Bosco
Universidade Católica Dom Bosco (UCDB) é uma instituição de ensino superior com sede na cidade de Campo Grande, Mato Grosso do Sul (Brasil).

## História
Procurando responder aos anseios de uma comunidade ávida pelo saber e pela cultura, a Missão Salesiana de Mato Grosso instituiu em Campo Grande, em 1961, o primeiro Centro de Educação Superior do Estado de Mato Grosso do Sul, a Faculdade "Dom Aquino de Filosofia Ciências e Letras", com os cursos de Pedagogia e Letras, voltado para a formação de educadores, orientadores e agentes de transformação da sociedade mato-grossense.
Assim, em decorrência da posição e do compromisso assumidos junto ao povo mato-grossense, os Salesianos marcaram sua presença e orientaram sua ação no sentido de corresponder aos anseios e necessidades dessa comunidade.
Como resultado desse processo de trabalho e ação concreta, paulatinamente, a Missão Salesiana criou novas Faculdades: a Faculdade de Direito - FADIR, em 1965; a Faculdade de Ciências Econômicas, Contábeis de Administração - FACECA, em 1970; a Faculdade de Serviço Social - FASSO, em 1972 e assim sucessivamente. Nos anos seguintes, os cursos de História, Geografia, Ciências (Biologia e Matemática), Filosofia, Psicologia, e Graduação de Professores, que foram gradativamente integrados à FADAFI, que já possuía os cursos de Pedagogia e Letras.
Com vistas à futura Universidade, a Missão Salesiana solicitou, junto ao Ministério da Educação e Cultura - MEC, a integração das Faculdades, com um Regimento unificado, surgindo assim as Faculdades Unidas Católicas de Mato Grosso - FUCMT.
A fonte legal que deu origem às Faculdades Unidas Católicas de Mato Grosso foi o Parecer nº 1.907/76, aprovado pelo Conselho Federal de Educação, na Sessão Plenária de 6 de junho de 1965, julgando o Processo nº MEC 13.718/75 (c.f. Documento, nº 175, p. 312-313), sendo seu Diretor Geral, oficialmente, Pe. José Scampini.
A partir destes acontecimentos, houve a confluência histórica de vários fatores, entre outros:
- O interesse da Missão Salesiana em servir melhor a clientela - demanda para o ensino superior;
- O propósito dos Salesianos em se fazerem presentes, com a Universidade, em meio à juventude sul-mato-grossense e brasileira, convivendo com a riqueza sociocultural, política e religiosa, à luz das orientações da Igreja Católica e da doutrina do educador Dom Bosco, para contribuir no desenvolvimento pleno do homem, em todas suas potencialidades, como sujeito e objeto da história e sua prossecução futura.

Este encontro de interesses está fundamentado na exposição de motivos da Carta-Consulta, elaborada pela Coordenadoria de Planejamento, Avaliação, Pesquisa e Extensão - COPAPE, no período de 1986 a 1989, fundamentada na Lei Federal nº 5.540/68, Resolução CFE nº 3/83 e demais dispositivos legais pertinentes.
Em 20 de dezembro de 1989, a Missão Salesiana protocolou, junto ao Conselho Federal de Educação, a sua Carta-Consulta, requerendo a transformação, pela via do reconhecimento, das então Faculdades Unidas Católicas em Universidade, com a denominação de Universidade Católica Dom Bosco.
A referida Carta-Consulta foi aprovada pelo Parecer nº 000113, em 21 de fevereiro de 1991, e iniciou-se aí a "Fase de Acompanhamento da Instituição", para comprovação de seu amadurecimento acadêmico-administrativo.
Com a Portaria nº 1.547 do Mistério da Educação e Cultura, de 27 de outubro de 1993, a FUCMT transformou-se em Universidade Católica Dom Bosco.
Em 4 de setembro de 2015, foi apresentado o novo Reitor da instituição, Pe. Ricardo Carlos, substituindo o Pe. José Marinoni, que passará a trabalhar na Cisbrasil, em Brasília.

Em 2020, retorna como Reitor da Universidade o Pe. José Marinoni. 